# Sâmba
Pour les articles homonymes, voir Samba.
Sâmba, un des fils de Krishna et Jambavati, est l'un des personnages de la mythologie de l'hindouisme.
Sâmba était renommé pour sa grande beauté qui avait entraîné sa vanité.
Dans le chapitre soixante-huit du Mahābhārata, il kidnappa Lakshmanâ, la fille de Duryodhana durant la cérémonie où elle était censée choisir son futur mari parmi plusieurs prétendants. Sâmba fut lui-même capturé au combat par les Kauravas et enfermé dans la prison de la ville d'Hastinâpura. Dans le but de le délivrer et de ramener la paix, Balarâma, le demi-frère aîné de Krishna, vint à Hastinapura comme médiateur. Les Kauravas se montrant peu coopératifs, Balarâma pour les punir de leur arrogance commença à détruire leur cité au moyen de sa charrue. Alors, les Kauravas, Duryodhana à leur tête, offrirent des prières à Balarâma qui s'en retourna alors à Dvârakâ avec Sâmba et Laksmanâ.
Une légende populaire orissaise raconte que Sâmba avait ridiculisé Nârada, un saint homme fort laid. Ce dernier se vengea en indiquant à Sâmba une pièce d'eau où de nombreuses femmes se baignaient après avoir ôté leur sari. Tandis que le jeune homme jouissait du spectacle, Krishna, averti par Nârada, arriva et découvrit son fils qui regardait ses belles-mères, les épouses de Krishna, au bain.
Furieux, le dieu punit son fils en lui inoculant la lèpre. Plus tard, Sâmba lui fournit la preuve qu'il avait été manipulé, mais il était trop tard pour que Krishna puisse retirer sa malédiction. Le jeune homme se tourna alors vers Sûrya, le dieu qui guérit tous les maux, se dirigea vers la côte de l'Orissa et découvrit au nord de Puri une image du dieu assis sur une fleur de lotus. Il s'installa sur les lieux et fit une pénitence de douze ans à l'issue de laquelle il fut guéri. En remerciement, il érigea un temple, le premier sur le site de Konârak.
Sâmba serait à l'origine de la destruction des Yadu, la dynastie de son père, et de la mort de Krishna.